# Національний музей народного мистецтва Гуцульщини та Покуття імені Йосафата Кобринського
Національний музей народного мистецтва Гуцульщини та Покуття імені Й. Кобринського — музейна установа в місті Коломиї, що зберігає цінні й рідкісні твори народного мистецтва гуцулів та покутян; це перший на теренах Західної України музей українського мистецтва. Розміщений у центральній частині міста Коломиї, в будинку колишнього Народного дому, що був збудований на кошти української громадськості.

## Історія

### 1926-1940-і роки

Меморіальна дошка на фасаді музею на честь Андрія Чайковського

Меморіальна дошка на фасаді музею на честь В. В. і Й. М. Кобринських

Коломийський музей народного мистецтва Гуцульщини та Покуття імені Йосафата Кобринського був заснований у 1926 році. Але представники коломийської інтелігенції порушили питання про створення культурно-мистецького осередку ще наприкінці XIX століття. Відтак, був споруджений у місті Народний дім — координуючий український культурно-освітній та громадський центр. Особливо цій справі прислужився о. Йосафат Кобринський (його ім'ям згодом назвали Народний дім, що відкрився 1902 року, — через рік після смерті фундатора, а пізніше й музей). Одним із пунктів статуту Коломийського Народного дому, за задумом отця Йосафата, було створення музею Гуцульщини. Цей план реалізував його племінник Володимир Кобринський.
Таким чином, 13 листопада 1926 року Управа Товариства «Народний дім» розглянула представлений В. Кобринським план організації музею, схвалила статут і назву закладу — Український народний музей «Гуцульщина» імені отця Йосафата Кобринського. Першим директором і єдиним співробітником музею став сам Володимир Кобринський, він же розробив концептуальні засади музейного закладу і зібрав під час поїздок по селах регіону перші колекції народного мистецтва, закуповуючи їх власним коштом. Музей утримувався на добровільні пожертви. Упродовж тривалого часу уряд Польщі не давав дозволу на офіційне відкриття музею, і воно відбулося лише 31 грудня 1934 року.
Заклад у той час (на перших порах офіційного існування) залишався громадською установою, а його експозиція була відкрита для відвідування один раз на тиждень. У 1930-х роках коломийський музей «Гуцульщина» мав 4 відділи: історичний, гуцульського та культового мистецтва, етнографічний, а також архів і бібліотеку.
Після приєднання західноукраїнських земель до складу УРСР (1939) музей отримав статус державної установи.
Під час Другої світової війни музей у Коломиї пограбували.

### Музей у радянські часи
Музейний заклад у Коломиї відновив свою діяльність у 1944 році. А вже 1945 року був перейменований на Коломийський музей народної творчості Гуцульщини, згодом — на Коломийський музей народного мистецтва Гуцульщини, що змінило його широкопрофільний регіональний характер на суто художній.
У цей час (перші повоєнні роки) фонди музею налічували понад 5 тисяч зразків народної творчості, в бібліотеці зберігалися цінні видання та документальні пам'ятки. Чимало колекцій було визнано радянськими функціонерами непрофільними або навіть «антирадянськими» чи «політично шкідливими», керівництво музею не раз звинувачували в націоналізмі. Тоді ж з фондів музею було вилучено значну кількість національних пам'яток високої історичної та мистецької цінності, зокрема в 1947 році — колекцію сфрагістики (654 одиниці зберігання), філателістичний підвідділ (8 204 одиниці зберігання), книжки та історичні документи (близько 300). Так, 1950 року на переробку паперовій фабриці передано 1 629 видань. Частину пам'яток, насамперед церковного вжитку, над якими нависла загроза знищення, В. Кобринський особисто передав на таємне зберігання надійним людям. Частину їх, а також меморіальну колекцію забороненого радянськими властями письменника Андрія Чайковського таємно продовжували зберігати в музеї. А 1952 року В. Кобринського звільнили з посади. У 1950-х роках частину колекцій музею «Гуцульщина» було виділено до спецфонду, а на подвір'ї музею спалили близько 10 тисяч раритетів, стародруків та книг «з українським національним ухилом».

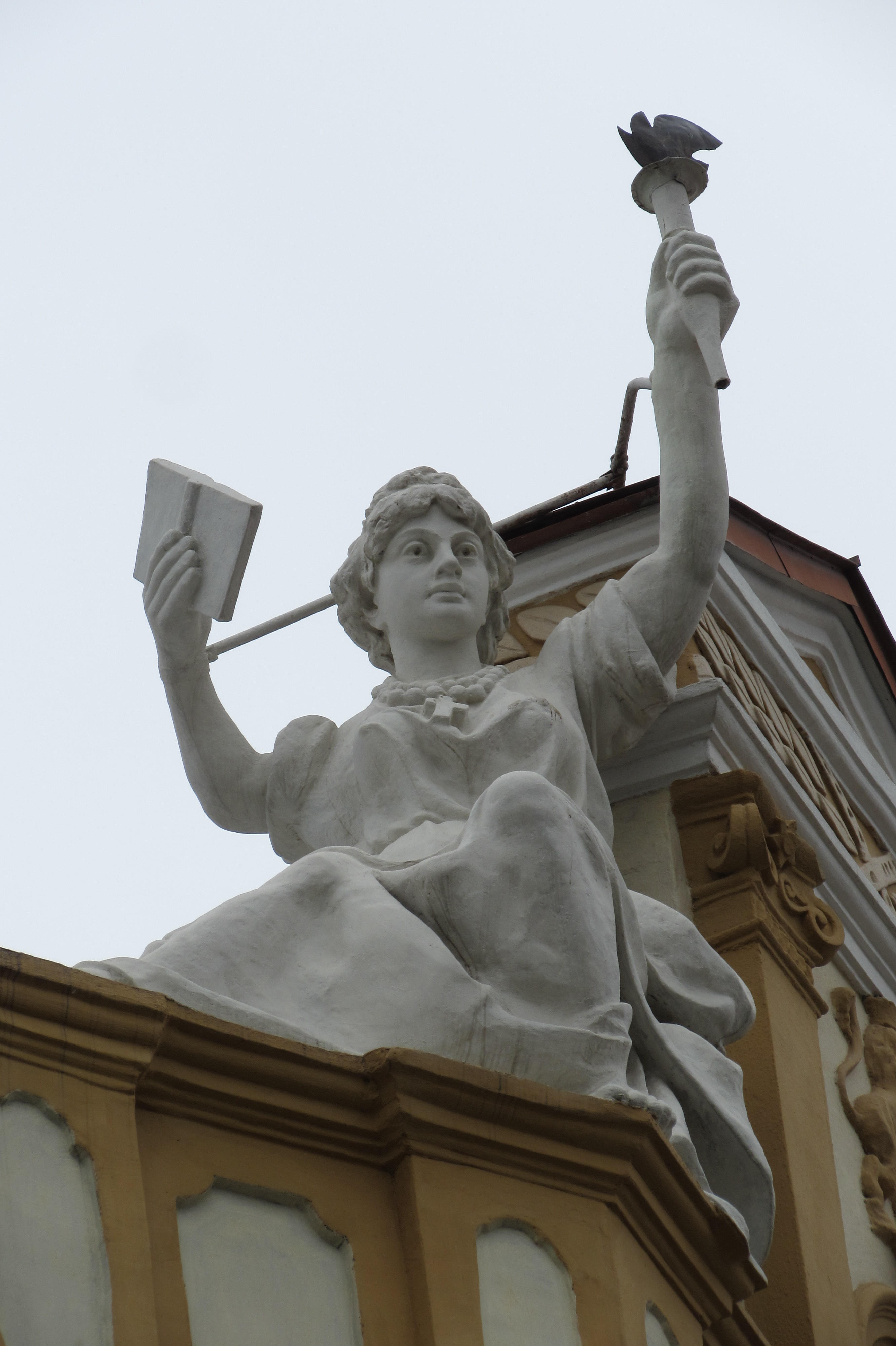
Статуя на будівлі музею

### Заклад за незалежності
Від 1996 музей має сучасну назву — музей народного мистецтва Гуцульщини та Покуття імені Й. Кобринського. Цей знаний мистецький осередок не лише в Україні, а й за кордоном — заклад внесений до Королівської енциклопедії Великої Британії «як музей світових шедеврів».
У 2006 році у рамках відзначення 80-ліття музею Івано-Франківська обласна держадміністрація порушила клопотання про надання закладу статусу національного. За 3 роки — 20 жовтня 2009 року Указом Президента України Віктора Ющенка № 837/2009 Коломийському музею народного мистецтва Гуцульщини та Покуття імені Й. Кобринського надано статус національного. Такий статус був наданий за вагомий внесок музею у розвиток музейної справи, вивчення, збереження та популяризацію традиційного народного мистецтва Карпатського регіону та його активну міжнародну діяльність.

## Фонди, колекції, структура і діяльність

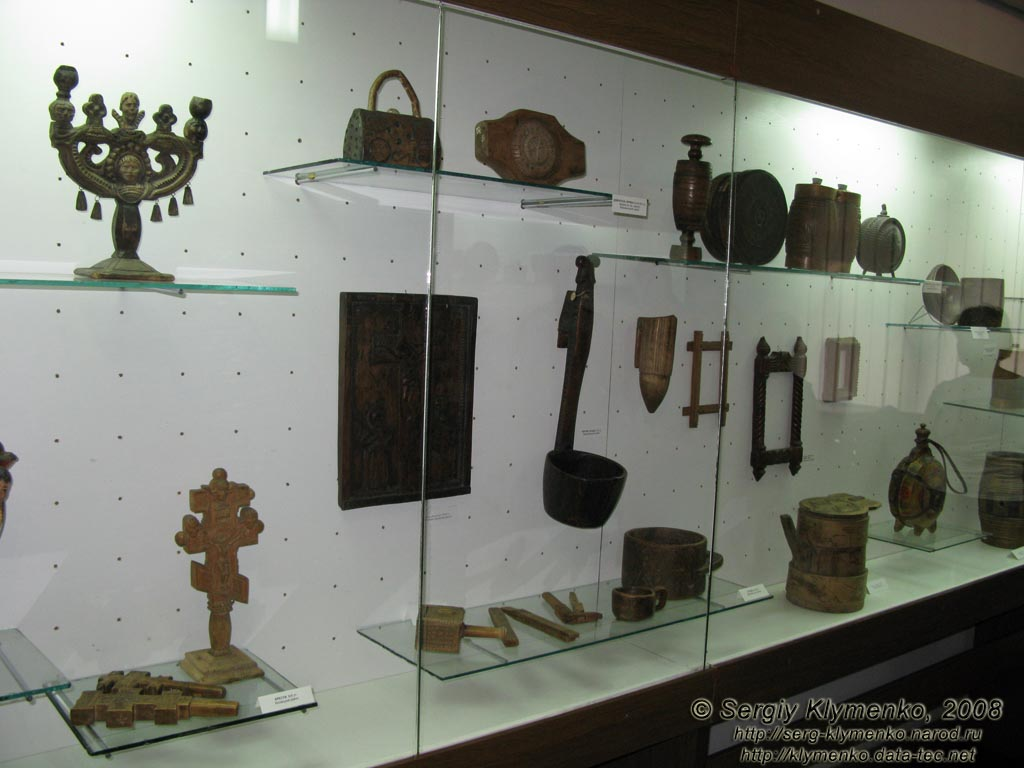
Вітрина з експонатами музею

У залі сакрального мистецтва

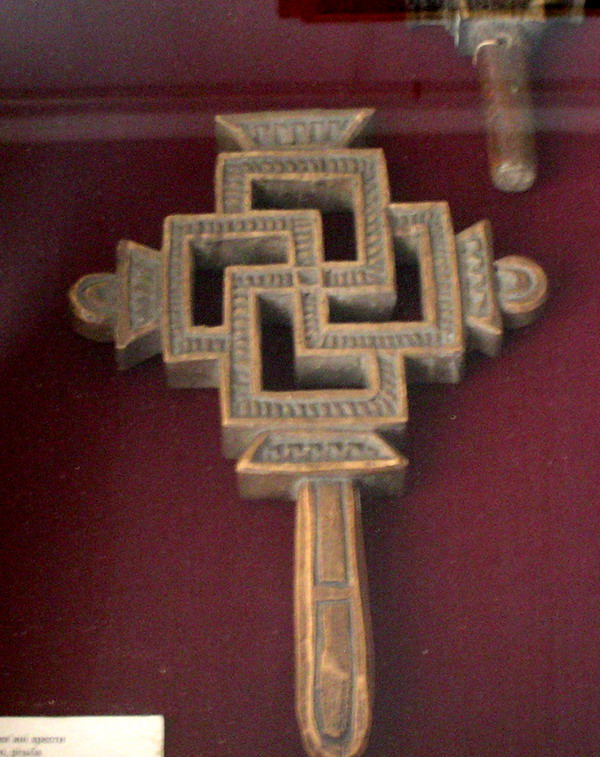
Ручний дерев'яний хрест у формі свастики. (Покуття або Гуцульщина. Кінець 19 — початок 20 століття. Коломийський музей народного мистецтва Гуцульщини і Покуття ім. Й.Кобринського.)

У теперішній час (2-а половина 2000-х років) зібрання Національного музею народного мистецтва Гуцульщини та Покуття імені Й. Кобринського музею нараховує близько 50 тисяч одиниць зберігання, що репрезентують усі види традиційного народного мистецтва гуцулів та покутян: художню обробку дерева (різьба, інкрустація, випалювання), художню обробку металу та шкіри, гончарство, декоративне ткання, килимарство, вишивку та одяг, писанковий розпис. Ці зразки народного мистецтва представляють період від XVII століття до сьогоднішнього часу. Однак, окремі музейні експонати датовані IV тисячоліттям до н. е. і представляють землеробну культуру, відому в археологічній та історичній науці під назвою «трипільська». Авторами цих високохудожніх творів були гуцули, що населяли високогір'я українських Карпат Івано-Франківської, Закарпатської та Чернівецької областей, а також покутяни, територія яких розмістилась між річками Прут, Дністер та Черемош. Серед експонатів музею — старовинні предмети сакрального мистецтва, речі побутового вжитку, високовартісні художні вироби з дерева, кераміки, тканини, шкіри, овечої вовни, кольорових металів, скла, морських коралів.
Постійні експозиції музею:
- гобелени Михайла Біласа;
- меморіальна кімната відомого письменника та громадського діяча Андрія Чайковського;
- сакральне мистецтво;
- інтер'єр гуцульської хати;
- гуцульський одяг;
- гуцульські меблі.

Стаціонарну експозицію побудовано за пізнавальним принципом розвитку і становлення регіонального мистецтва. Широко представлено барвисту гаму одягового ансамблю горян, гуцульські прикраси з кольорових і дорогоцінних металів, зброю опришківської доби, різьблені шкатулки, тарелі, боклаги. Всі вироби майстерно інкрустовані бісером, металом, рогом гірських тварин та рідкісними породами деревини.
Колекція художніх тканин музею дає можливість простежити характерні стильові особливості, колорит, структуру декору, форми та загальну еволюцію всіх видів тканин; вона структурована у 2 групи — для виготовлення одягу та для обладнання й оздоблення житла. Тут зберігаються комплекси народного чоловічого та жіночого одягу з різних сіл регіону, окремі компоненти одягу, різноманітні за композиційним вирішенням, орнаментикою, колірною гамою тканини, що представлені у вигляді запасок, поясів, хусток, переміток, верет, скатерок; цінні колекції поясів, килимів.
Збірка різьби по дереву характеризує еволюцію розвитку різьби в краї протягом 3 останніх століть — тут зберігаються різноманітні за формою та орнаментикою архітектурні деталі, хрести, меблі, сільсько-господарські знаряддя, предмети побуту, музичні інструменти. Серед них — одвірки дверей, сволоки у світлицях, мисники, жердки, ярма для волів, барильця, рахви, ложки, сільнички. Широко представлена творчість майстрів з таких осередків різьби по дереву, як Річка, Яворів, Брустурів, Космач Косівського району, Криворівня Верховинського району, міста Косів.
Художню обробку металу та шкіри на Гуцульщині та Покутті, що розвинулася ще за часів Київської Русі, представлено у зібранні музею великим асортиментом металевих виробів хатнього вжитку, прикрас для одягу, деталей кінської збруї, зброї, оздоблених геометричним орнаментом, виконаних у техніці лиття, кування, гравірування, інкрустації тощо. У музейній збірці, зокрема різьблені рушниці, пістолі, порохівниці, декоровані металевими пластинками з нескладним геометричним орнаментом, колекція топірців, палиць, жіночих нашийних прикрас, прикрас для одягу, тобівок, поясів тощо.
Художню обробку шкіри, тісно пов'язану з мосяжництвом, репрезентовано кептарями, чоловічими торбинками, поясами, постолами, у декоруванні яких використовували капслі, колосочки, ґудзики—бовтиці, геометричний орнамент.
Цікаву групу з колекцій музею становлять вироби з рогу XVIII — початку ХХ ст.ст. — порохівниці, ріжки, протички, гольники, музичні інструменти.
Колекція художньої гуцульської кераміки містить близько 4 тисяч виробів з кінця XVIII століття до наших днів з відомих осередків гончарства — міст Коломия, Косів, села Пистинь Косівського району і смт Кути. Найпоширенішим виробництвом кераміки було виготовлення вжиткового посуду — мисок, тарілок, збанків, колачів, свічників та кахлів для облицьовування печей. Найбільш повно представлена в музеї художня кераміка саме Коломийщини.
Збірка вишивки представляє один з найдавніших способів оздоблення одягу та предметів домашнього вжитку. Зразки вишитих орнаментів згруповано за географічним принципом, з урахуванням найхарактерніших для кожної з місцевостей мотивів, композицій, колірних сполучень і технік виконання.
Унікальною є збірка творів писанкового розпису — писанок — творів мініатюрного живопису, орнаментику яких збережено за язичницькими символами. Колекція налічує понад 12 тисяч зразків з різних регіонів України, а також з Пакистану, Білорусі та Польщі.
Національний музей народного мистецтва Гуцульщини та Покуття імені Й. Кобринського володіє також цінними колекціями археології, нумізматики, живопису. У зібранні музею зберігаються колекції творів відомих майстрів народної творчості, серед них вироби різьбярів — династії Шкрібляків, І. Балагурака, В. Девдюка, Ю. і С. Корпанюків, І. Савченка, гончарів П. Баранюка, О. Бахметюка і П. Кошака, П. Цвілик, майстра художнього випалювання І. Грималюка, народних майстрів-ткачів Ю. Бовича, Г. Василащук, М. Ганущака, Г. Герасимович, Й. Джуранюка, П. Клим, М. Сабадаш та інших.
Внутрішня структура музею базується на 5-ти відділах, два з яких працює на правах окремих одиниць у місті Косові та в Коломиї — музей писанкового розпису, здебільшого знаний як Музей «Писанка».
Цей музей як відділ (філіал) був створений у 1987 році на основі збірки писанкового розпису, і став єдиним у світі Музеєм писанкового розпису, крім того задля нього в 2000 році споруджено спеціальний будинок, центральна частина якого має форму писанки заввишки 13 м.
Національний музей народного мистецтва Гуцульщини та Покуття імені Й. Кобринського збирає, зберігає, вивчає та популяризує твори народного мистецтва Гуцульщини та Покуття з найдавніших часів до наших днів. Співробітники закладу здійснюють науклові та збиральницькі експедиції, організують і проводять виставки найрізноманітнішої тематики не тільки з України, а й з різних країн світу.

## Журнал «Гуцульщина і Покуття»
«Гуцульщина і Покуття» — етнологічно-етнографічний, культурологічний та історико-краєзнавчий журнал Національного музею народного мистецтва Гуцульщини та Покуття імені Й. Кобринського.

## Галерея

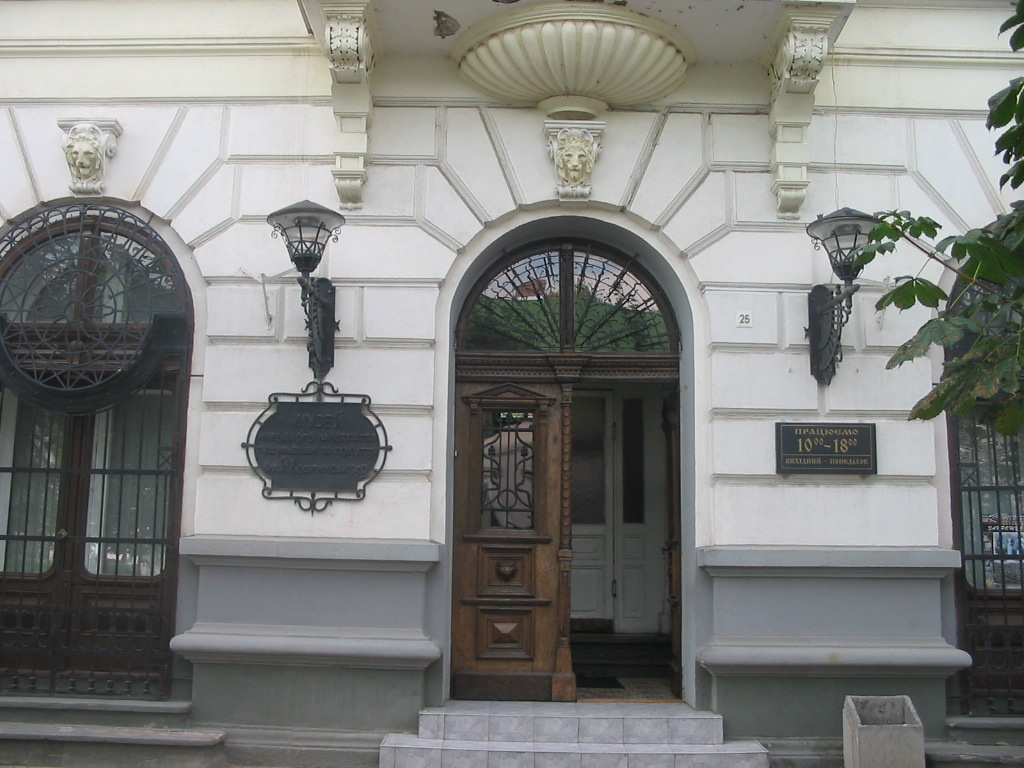
Вхід до музею
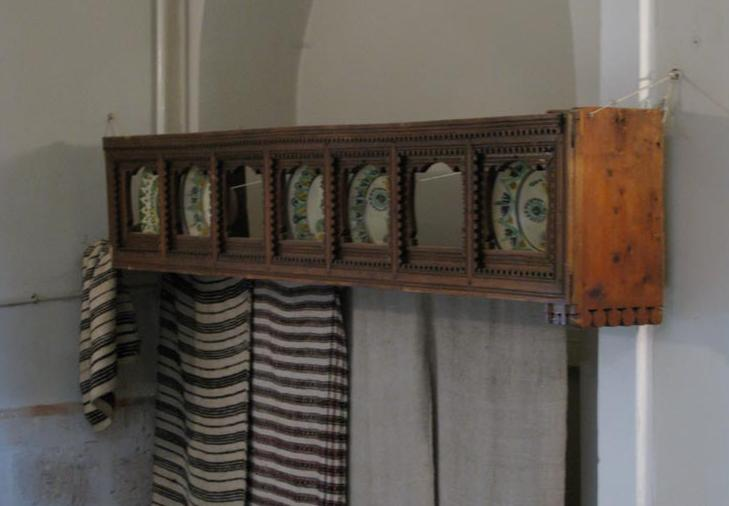
Керамічні вироби — експонати музею
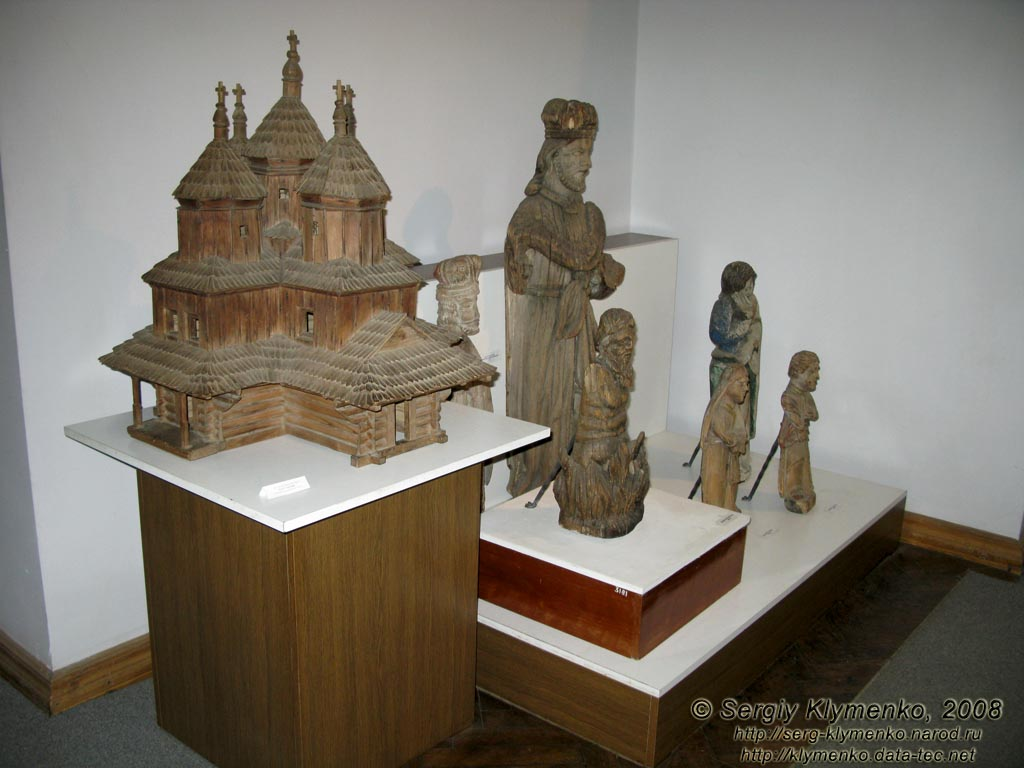
Дерев'яні скульптури — експонати музею
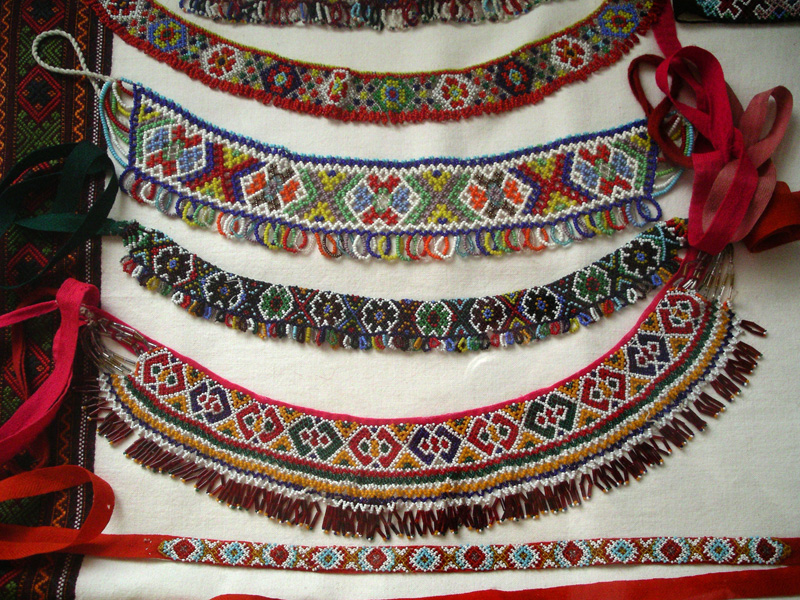
Ґердан — експонат музею
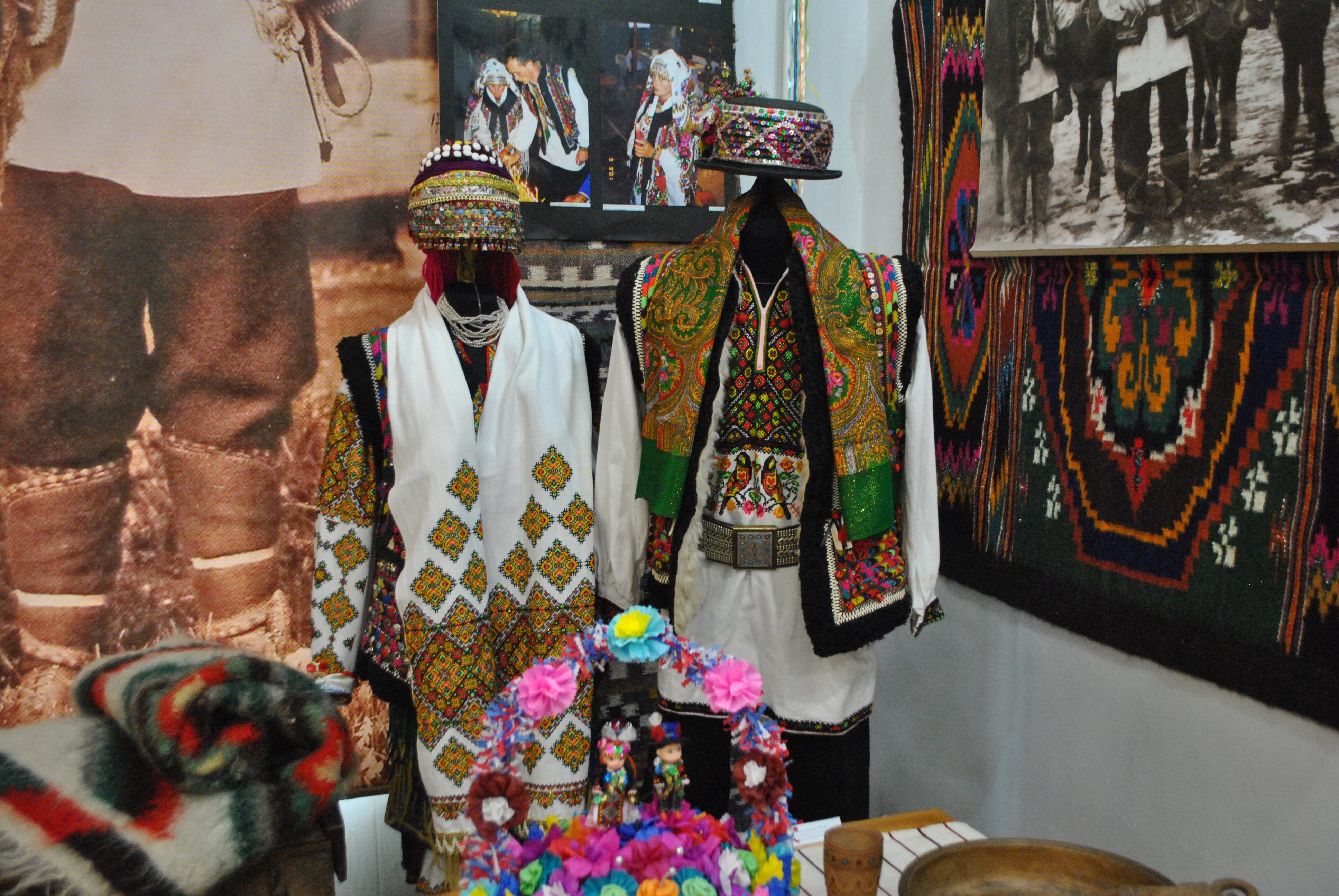
Гуцульський весільний одяг
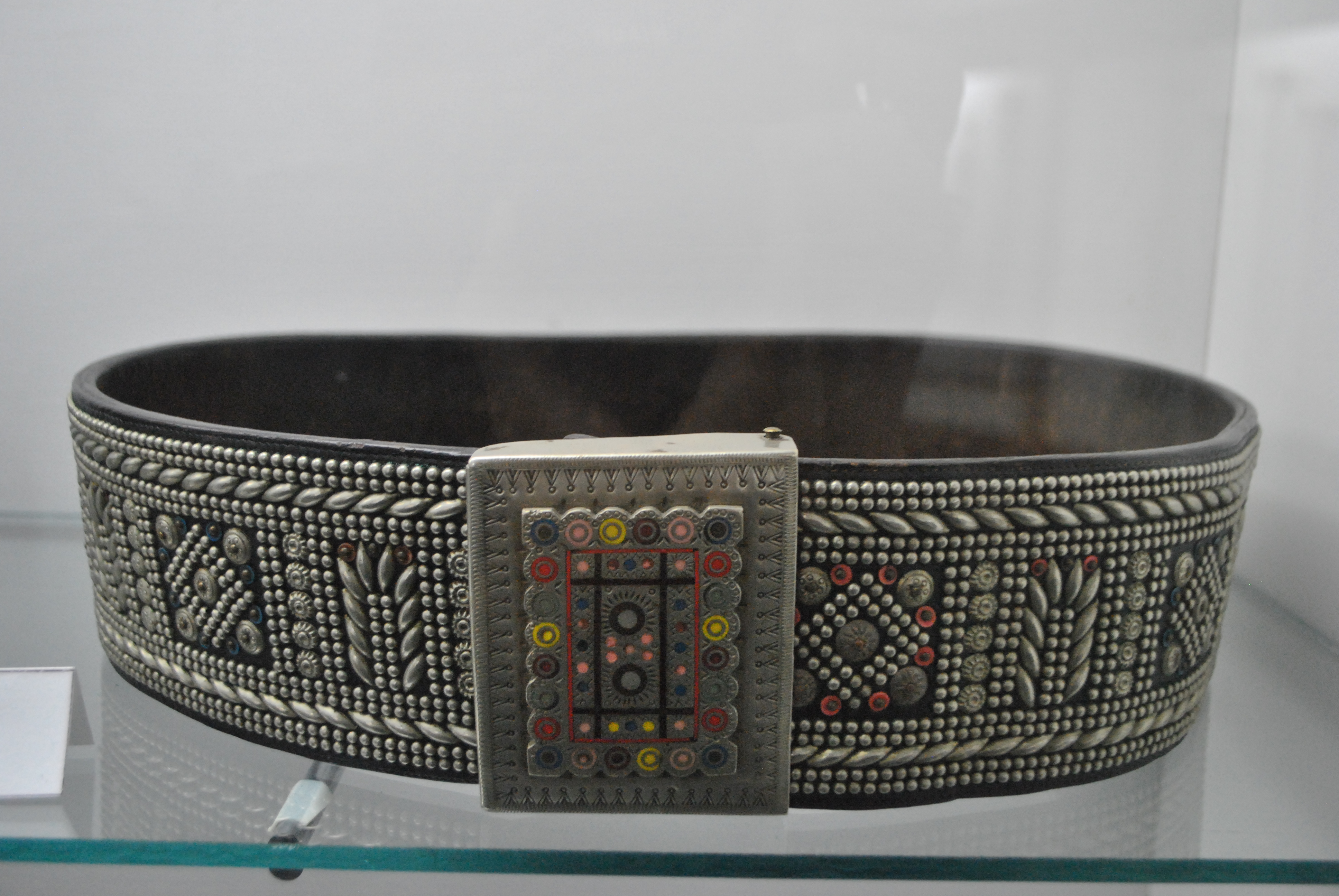
Пасок 1930-х років із села Брустури
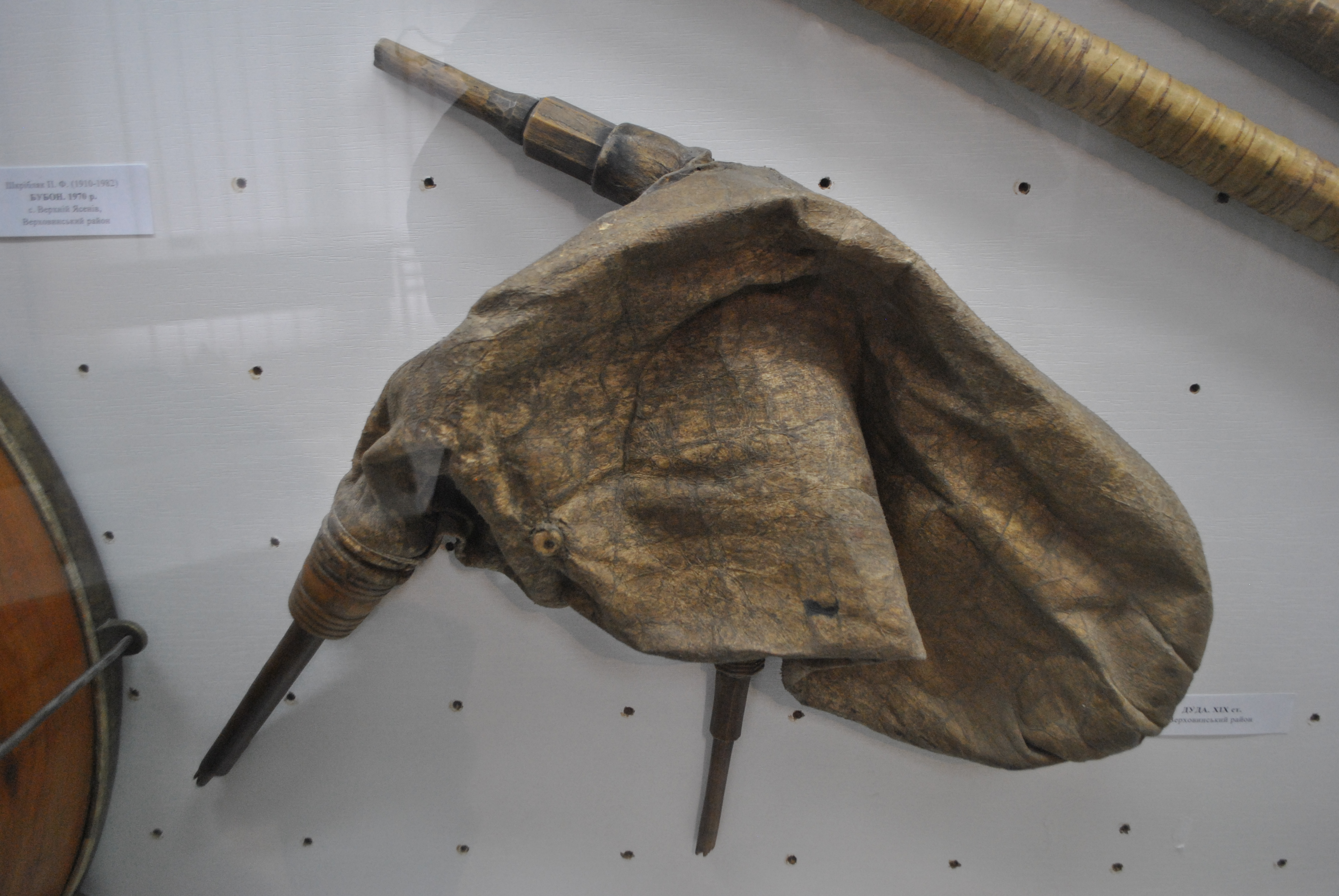
Дуда 19 століття
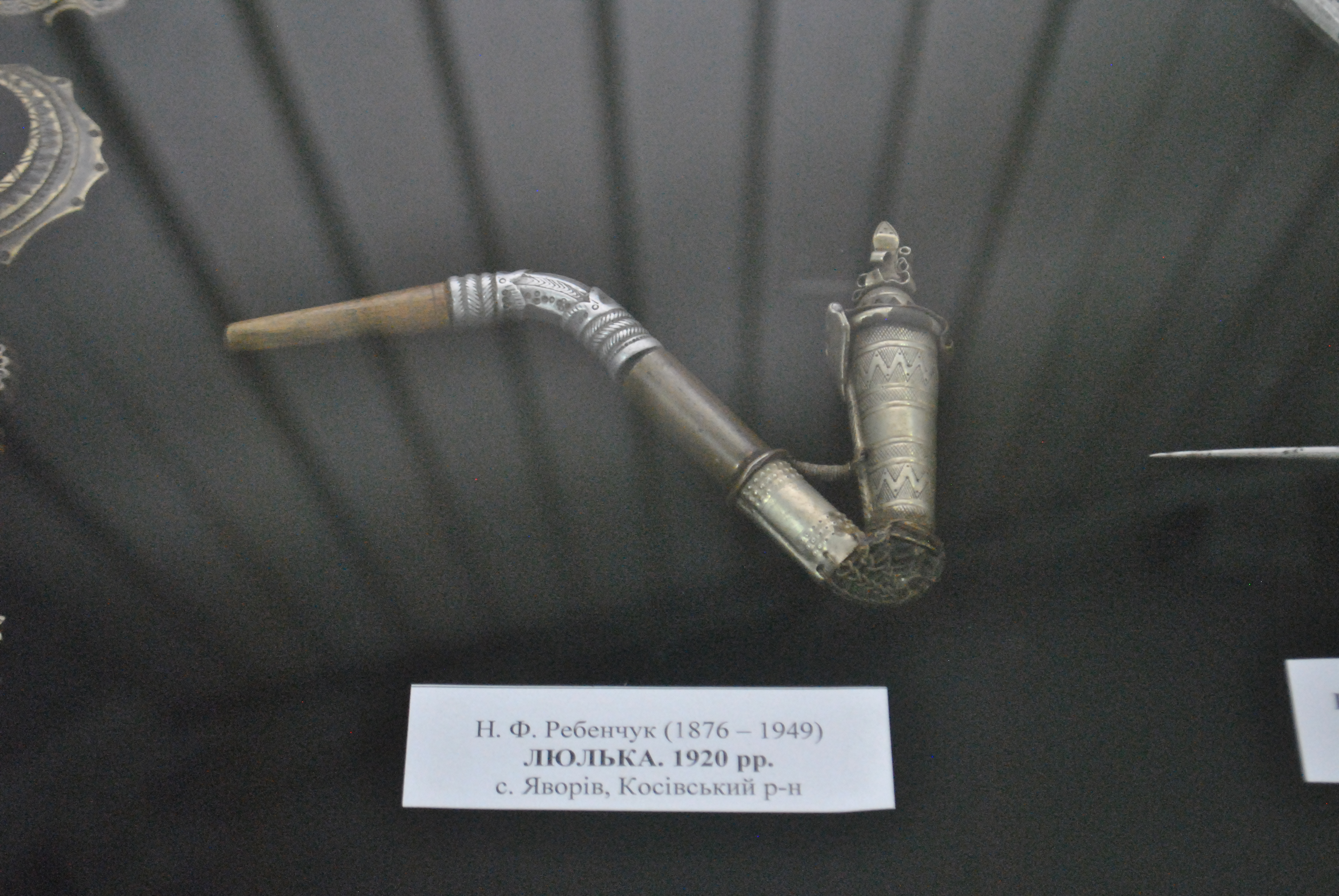
Люлька 1920-х років із с. Яворів Косівського району
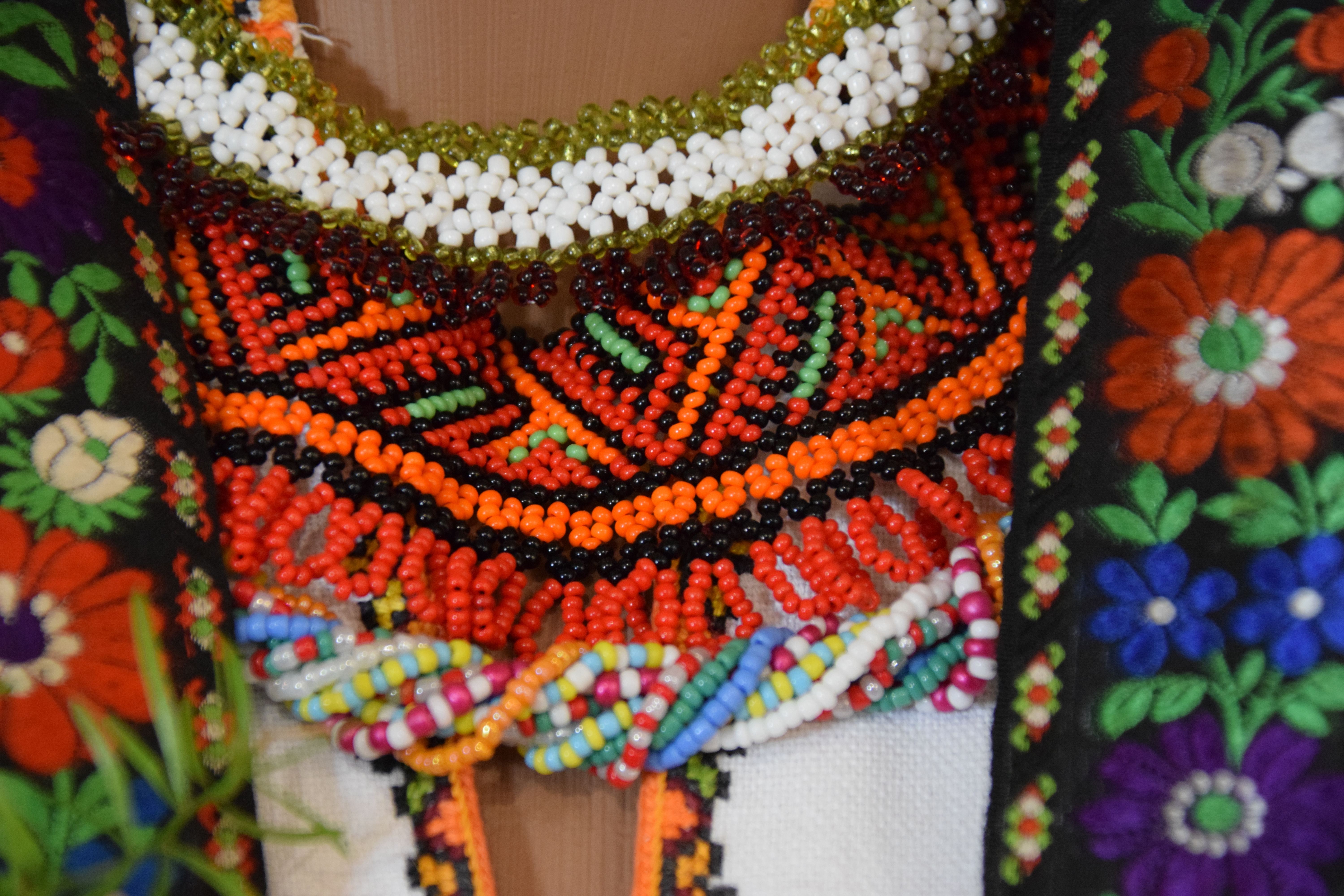
Традиційна гуцульська весільна прикраса